# هاري إي. بيرك
هاري إي. بيرك (بالإنجليزية: Harry Eugene Burke)‏ هو عالم حشرات أمريكي، ولد في 19 مايو 1878 في Paradise Valley, Nevada ‏ في الولايات المتحدة، وتوفي في 26 مارس 1963.